# HK Riga 2000
Le HK Riga 2000 est un club de hockey sur glace de Riga en Lettonie.

## Historique
Le club est créé en 2000 et évolue dans le Latvijas čempionāts, l'élite lettone. En 2008, alors qu'il évolue en Ekstraliga, l'élite biélorusse, il signe une affiliation pour devenir le club-école du Dinamo Riga pensionnaire de la Ligue continentale de hockey. L'année suivante, le club est dissout .

## Palmarès
- Vainqueur du Latvijas čempionāts: 2001, 2004, 2005, 2006, 2007.